# Yelanets
Yelanets (en ucraniano: Єланець) es un pueblo ucraniano perteneciente al óblast de Mikolaiv. Situado en el sur del país, forma parte del raión de Voznesensk y es centro del municipio (hromada) de Yelanets.  

## Toponimia
El nombre en otros idiomas de importancia en el asentamiento también es Yelanets (en ruso: Еланец).

## Geografía
Yelanets se encuentra a orillas del río Jnili Yelanets, un afluente del río Bug Meridional; 90 km al norte de Mikolaiv.  

## Historia
Yelanets fue fundada en el siglo XIX como Jnili Yelanets (en ucraniano: Гнилий Єланець). En 1810, pasó a llamarse Novomoskovsk (en ucraniano: Новомосковськ), y en 1818 se convirtió en un asentamiento militar que pertenecía al uyezd de Yelisavetgrad de la gobernación de Jersón. En 1858, Novomoskovsk pasó a llamarse Yelanets. Yelanets era un selo y el centro del vólost de Yelanetsk.
El 16 de abril de 1920, la gobernación de Jersón pasó a llamarse gobernación de Nikolaev y el 21 de octubre de 1922 se fusionó con la gobernación de Odesa. En 1923, se abolieron los uyezds y Yelanets se incluyó en el recién establecido raión de Voznesensk del ókrug de Mikolaiv. En 1925, se abolieron las gobernaciones y las okruhas quedaron directamente subordinadas a la República Socialista Soviética de Ucrania. En 1926, se estableció el raión de Yelanets, con el centro administrativo en Yelanets.
Durante el Holodomor (1932-1933), al menos 44 habitantes del pueblo murieron. En 1935, el raión de Yelanets se transfirió al óblast de Odesa. El 22 de septiembre de 1937, el óblast de Mikolaiv se estableció en tierras que anteriormente pertenecían a los óblasts de Dnipropetrovsk y Odesa, y el raión de Yelanets se convirtió en parte del recién creado óblast de Mikolaiv. 
El pueblo fue ocupado por las tropas de la Wehrmacht el 8 de agosto de 1941 durante la Segunda Guerra Mundial, y liberado por las tropas del Ejército Rojo el 19 de marzo de 1944.
En 1968, Yelanets obtuvo el estatus de asentamiento de tipo urbano.
Hasta el 18 de julio de 2020, Yelanets fue el centro administrativo del raión de Yelanets. El raión se abolió en julio de 2020 como parte de la reforma administrativa de Ucrania, que redujo el número de rayones del óblast de Mikolaiv a cuatro. El área del raión de Yelanets se fusionó con el raión de Voznesensk.En 2023, Yelanets perdió el estatus de asentamiento de tipo urbano debido a la eliminación de este estatus administrativo.
La ciudad estuvo ocupada por Rusia en entre el 28 de febrero y 18 de marzo de 2022, en el marco del frente sur de Ucrania durante la invasion rusa de Ucrania. 

## Demografía
La evolución de la población de Yelanets entre 1815 y 2022 fue la siguiente:
| 1855                                                          | 2479 | 4500 | 3260 | 4541 | 4837 | 5852 | 5681 | 4957 | 4951 | 4915 | 4916 | 4838 | 4636 |
| (Fuente: Cities & Towns of Ukraine y UKRAINE: Größere Städte) |      |      |      |      |      |      |      |      |      |      |      |      |      |

Según el censo de 2001, la lengua materna de la mayoría de los habitantes, el 95,16%, es el ucraniano; del 3,39% es el ruso y del 1,06%, el rumano.

## Infraestructura

### Transportes
La estación de tren más cercana está en Voznesensk, 45 kilómetros al oeste del asentamiento.

## Personas ilustres
- Jalina Lozko (1952): etnóloga, teóloga y líder neopagana ucraniana, que se adhiere a la fe nativa eslava en la tradición establecida por Volodímir Shaian.
- Yuri Guidzenko (1962): cosmonauta rusa de ascendencia ucraniana, coronel de las Fuerzas Aéreas de Rusia y cosmonauta de pruebas del Centro de Cosmonautas Yuri Gagarin.